# Bornholms Andelsmejeri
Bornholms Andelsmejeri a.m.b.a. eller St. Clemens er et dansk andelsmejeri i Klemensker på Bornholm. Mejeriet producerer ost, smør, valle og konsummælk. Især produceres ost til primært eksport, der udgør 86 % af produktionen. Som øens eneste mejeri forsyner de hele Bornholm med konsummælk og smør.
Bornholms Andelsmejeri er ejet af 23 andelshavere, der årligt indvejer 56 mio. kg mælk, hvilket giver arbejde til 86 ansatte.

## Historie
I 1936 var der 343 andelshavere, som leverede mælk til Bornholms andelsmejerier, den første produktion begyndte i 1886. I 1970 blev der foretaget en fusion imellem de tilbageværende mejerier på øen. Det blev besluttet at det nye andelsselskab skulle have hjemsted på St. Clemens mejeri, der blev opført i 1950.